# إبراهيم عالمة
إبراهيم عالمة (ولد في 18 أكتوبر 1991) حارس مرمى سوري من قرية أم العظام في حمص، يلعب لصالح منتخب سوريا ونادي الجيش، بالإضافة انه لعب لعدة أندية سورية منها الوثبة، الشرطة، الاتحاد، الوحدة، والنادي الإيراني سباهان.

## سيرته المهنية

### البدايات
انتسب إلى نادي «الوثبة» في عمر 9 سنوات، وتدرج في كافة فئاته العمرية، في البداية في فئة الصغار كان يختار اللعب في قلب الهجوم، وفي إحدى المباريات مع صغار «الكرامة» غاب حارس مرمى الفريق عن المباراة فأخذ مكانه، ومن خلال أدائه الجيد، قرر المدرب «ماهر دالاتي» أن يوجه العالمة ليكون مشروع حارس مرمى وبدأ يدربه على أساسيات حراسة المرمى.

### مع المنتخب السوري
شارك مع منتخب سوريا لكرة القدم فئة الشباب في موسم 2007-2008، وكان في المركز الأول للحراس في الدوري السوري لكرة القدم للشباب، ثم ترفع إلى فئة الرجال في عام 2011 وشارك كذلك مع المنتخب السوري الأولمبي وتأهل معهم للأدوار التمهيدية. حقق شهرة واسعة مع المنتخب السوري للرجال في تصفيات آسيا المؤهلة (لمونديال روسيا كأس العالم 2018) واختير عدة مرات كرجل المباراة.

### مسيرته الاحترافية
بعد انتهاء تصفيات آسيا، وقع العالمة عقداً لنصف موسم (2017-2018) مع فريق نادي سباهان أصفهان، الذي كان يحتل المرتبة 12 في الدوري الإيراني. ومع انتهاء الموسم لم يجدد العقد.
في الانتقالات الصيفية قبل بداية موسم 2018-2019 وقع العالمة عقدا مع فريق القادسية السعودي، ليتراجع النادي بعد أسبوعين ويعلن فسخ العقد لأسباب دون توضيح الأسباب.
ثم عاد العالمة إلى سوريا ليوقع لنادي الوحدة السوري.

### مشاركته في الدراما السورية
شارك كضيف شرف في مسلسل قسمة وحب (مسلسل الغرفة 14 بعنوان سابق) الذي عُرض في رمضان 2018.

## وصلات خارجية
- إبراهيم عالمة على موقع قاعدة بيانات كرة القدم.إي يو (الإنجليزية)
- إبراهيم عالمة على موقع ناشيونال فوتبول تيمز (الإنجليزية)
- إبراهيم عالمة على موقع Soccerway.com (الإنجليزية)
- إبراهيم عالمة على موقع كووورة
- اللاعب إبراهيم عالمة على موقع كووورة.